# スズキ・スウェイス
スウェイス（Swace ）は、2020年よりスズキが欧州市場で販売を行っている5人乗り小型ステーションワゴンである。
トヨタ自動車（以下、トヨタ）からOEM供給を受ける、カローラツーリングスポーツ（日本名・カローラツーリング）ハイブリッドのバッジエンジニアリング車種である。

## 概要
2017年2月、スズキはトヨタと業務提携に向けた覚書を締結。その内容のひとつとして「トヨタの電動化技術や電動車のスズキへの供給」と「スズキの強みである小型車や小型パワートレインのトヨタへの供給」があった。
2019年3月、両社による協業検討内容で「欧州で2021年に導入が予定されている厳格なCO2規制をクリアするため、トヨタによる欧州市場でのスズキへの電動車OEM供給」を発表し、2020年7月に発表したRAV4 PHVのOEMであるアクロスに続き、同年8月に資本提携に関する合意書を締結したことを受け、9月に発表されたのがスウェイスである。
なお、スズキはその見返りとして、トヨタに対し小型車であるバレーノをインド市場（現地名・グランツァ）や南アフリカ市場（同・スターレット）にOEM供給し、ビターラブレッツァを2代目istの欧州向け車名を復活させた「アーバンクルーザー」をインド市場に、エルティガを「ルミオン」の名で南アフリカ市場にてOEM供給する。

## 歴史
- 2020年9月18日、欧州市場にて発表。販売は英国も含めた欧州圏のみとする。
- 2020年11月、英国にて販売開始。順次、欧州各市場にて販売される。

## メカニズム
- パワートレインはアトキンソンサイクルの1.8L直列4気筒ガソリン+モーター2基から構成されるハイブリッド仕様のみで、コンベンショナルモデル（＝ガソリンエンジンのみ）の設定はない。
- トランスミッションは電子式無段変速機。
- 駆動方式はFFのみ。

## カローラツーリングスポーツとの違い
- ガソリン車は非設定。
- フロントバンパーはトヨタのCIマーク部のくぼみを埋め、両端のダクト形状を変更した専用デザインを採用。
- グレードはSZ-TとSZ5の2種のみで、後者にはBi-Beam LEDヘッドライトやブラインドスポットモニター、インテリジェントパーキングアシスト等が備わる。
- 全車、アルミホイールは16インチのみの設定。
- リヤゲートのトヨタのCIが装着される部分には逆台形のプレートが備わり、その上からSマークが装着される。また、ゲート左下部に「SUZUKI」、ゲート右下部に「SWACE」のエンブレムが装着される。

## 外部サイト
- SUZUKI SWACE（英国仕様）